# Hypochilus petrunkevitchi
Espèce
Hypochilus petrunkevitchi est une espèce d'araignées aranéomorphes de la famille des Hypochilidae.

## Distribution
Cette espèce est endémique de Californie aux États-Unis,. Elle se rencontre dans les comtés de Fresno, de Tulare et de Mariposa.

## Description
Le mâle holotype mesure 10,50 mm et la femelle paratype 9,85 mm.

## Étymologie
Cette espèce est nommée en l'honneur d'Alexander Ivanovitch Petrunkevitch.

## Publication originale
- Gertsch, 1958 : The spider family Hypochilidae. American Museum Novitates, no 1912, p. 1-28 (texte intégral).